# Hybognathus hankinsoni
Hybognathus hankinsoni är en fiskart som beskrevs av Hubbs 1929. Hybognathus hankinsoni ingår i släktet Hybognathus och familjen karpfiskar. Inga underarter finns listade i Catalogue of Life.